# 345 Tercidina
345 Tercidina este un asteroid din centura principală, descoperit pe 23 noiembrie 1892, de Auguste Charlois.